# 苏门答腊虎
蘇門答臘虎（学名：Panthera tigris sumatrae）是生活在印度尼西亚苏门答腊岛上的一个虎的亚种。極度瀕危物種，估計野外種群大約有441至679隻分布於印度尼西亞的蘇門答臘島，呈逐年下降趨勢。印尼境内共生存有三种虎亚种，即巴厘虎、爪哇虎和苏门答腊虎，由于前者两个虎亚种均已灭绝，苏门答腊虎成为巽他群島群三大虎亞種中唯一倖存的成員，故它也是目前印尼境内仅存的唯一一个虎亚种。

## 特征

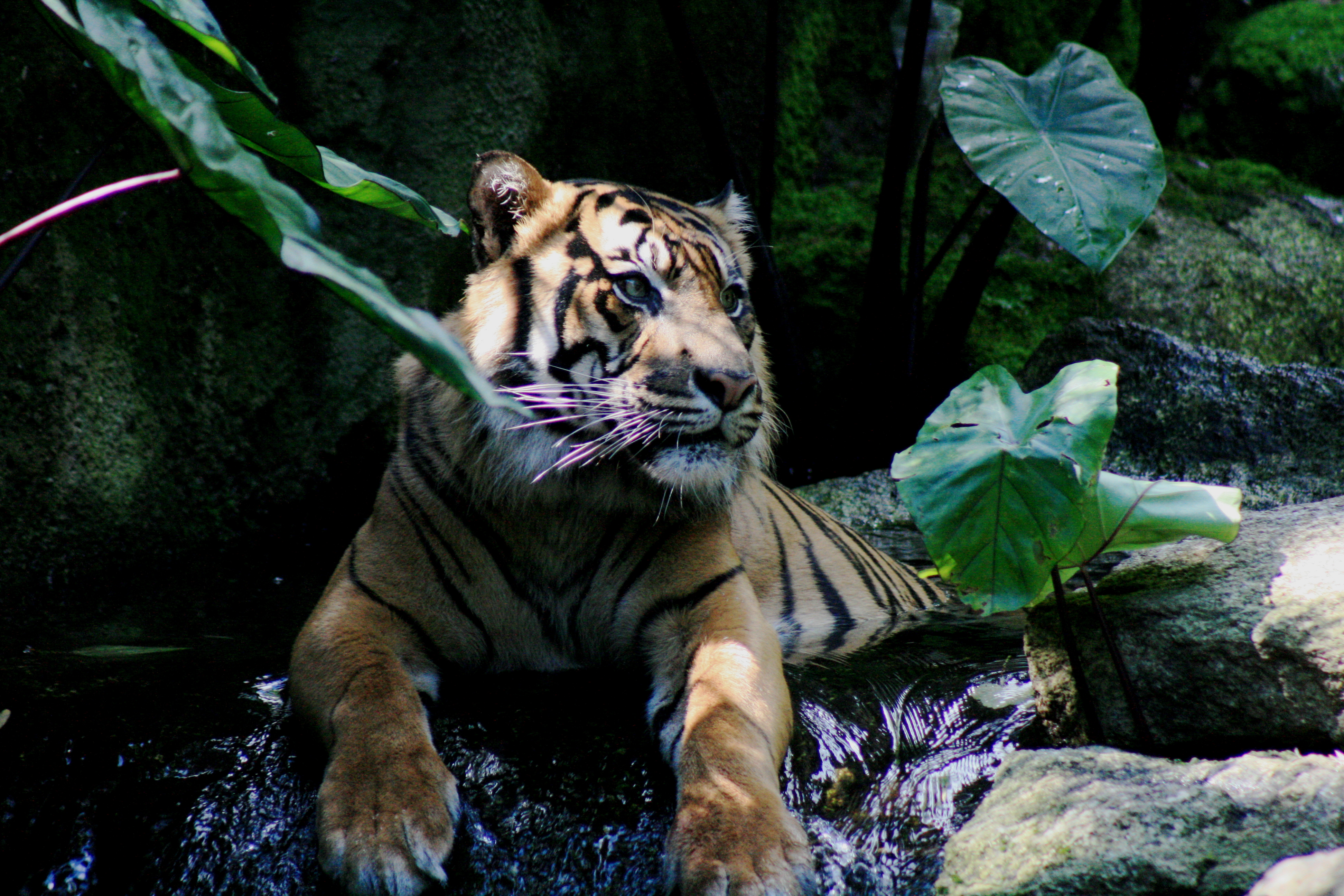
在墨爾本動物園蘇門答臘虎

苏门答腊虎是现存所有老虎亚种中最小的亚种（亞種中最小的亞種為已經滅絶的巴厘虎），雄性体重100-150公斤（220至350磅），雌性体重75-110公斤（165至243磅），身上的條較其他虎種更多更密集，毛色較深，有所有老虎中最暗的毛皮。仅分布于印度尼西亚的苏门答腊岛。

## 习性
苏门答腊虎的主要食物是水鹿、野猪、豪猪、蟒、幼苏门答腊犀和幼象等。不同于生活在平原地带的猎豹和狮子，雨林中的苏门答腊虎必须依靠潜伏袭击猎物。

## 生长繁殖
雌虎怀孕期约103天，每胎生2-4只幼崽。刚出生时，虎崽约重2.2-3磅。这时的幼崽还未睁开眼睛，体质也极其脆弱，雌虎需时刻保护幼崽，使其免受雄虎或其它动物的伤害。十天后，幼崽眼睛睁开，从第1到第8个星期之间完全依赖母乳为生。大约在6个月后，雌虎开始教它们捕食技巧。野生的苏门答腊虎最长寿命为15年，人工圈养的苏门答腊虎最長壽命為20年。

## 动物保护
苏门答腊虎主要栖息于印尼的苏门答腊岛上的森林中，但伴随人类对苏门答腊岛上森林自然资源的毁灭性开采、人类猎杀苏门答腊虎和人类对苏门答腊岛的移居，导致了苏门答腊虎的栖息地减少、数量降低。期间，1978年进行的勘测估计野生苏门答腊虎的数量约一千只，至1985年，印尼林业局的勘测人员估算数量降至800只，至1992年，印尼林业部门和自然保护协会（PHPA）的统计则约为400只。
据野生动物贸易监测组织TRAFFIC于2004年发布的报告表示，1998年至2002年间，每年至少有50只苏门答腊虎遭到偷猎，而当时野外现存的苏门答腊虎数量估约400-500只。世界自然基金会（WWF）呼吁印尼政府加强反偷猎措施、打击虎制品的非法贸易，还呼吁全球最大的两家造纸公司亚洲浆纸公司和亚太资源国际控股有限公司暂停砍伐苏门答腊岛上的林业资源。另据WWF于2009年发表的报道表示，1997年至2009年间，已有55人和15只苏门答腊虎丧生于印尼廖内省内发生的人虎冲突事件中，另有17只苏门答腊虎被偷猎；WWF表示人虎冲突的根源是印尼金光集团旗下亚洲浆纸公司对答腊虎原始森林生存地的不可持续的乱砍滥伐所致。
现今，野生苏门答腊虎个体数量约400只，保护现状为极危。